# دیو سیاه
دیو سیاه (استویهاد) در اساطیر ایران از او به نام دیو سیاه مرگ، که دیدن سایهٔ او باعث تب و مرض و دیدن هیبت او موجب مرگ می‌شود، یاد شده.

## ذهنیت تاریخی دربارهٔ دیوان
در باور مردم بسیار قدیم ایران دیو موجودی تبهکار و ستم‌پیشه بود و همچنین در دنیای کهن دیو بر دوگونه بود، دیو سیاه و دیوسفید. در توصیف صفات زشت و زنندهٔ این گونه دیو و اینکه کدامیک از دیگری بدتر است تمام مردم انگشت بر بسیار بسیار بد و خطرناک بودن دیو سیاه گذاشته‌اند.

## دیوان موجوداتی از جنس انسان
در اینکه دیوان هم موجوداتی بودند از جنس انسان‌های روی زمین، شکی نیست ولی چرا و چگونه به اسطوره‌های ضد اخلاقی مبدّل شدند نیاز به کنکاش دقیق دارد. به استناد بخش‌های آغازین شاهنامه دیوان از افراد و اشخاص متشخص و با سواد دنیای کهن هستند. مثلاً وقتی که طهمورث دیوبند  تعدادی از دیوان را به اسارت درآورد، دیوان در قبال بخشودگی جان خویش، تضمین نمودند که به طهمورث یا اعضای دولت او سواد خواندن و نوشتن بیاموزند. این  موضوع نشان می‌دهد در ابتدا، دیوان از سران و کارگزاران حکومتی بوده‌اند.